# Furcimunda bipunctata
Furcimunda bipunctata är en insektsart som först beskrevs av Lucien Chopard 1969.  Furcimunda bipunctata ingår i släktet Furcimunda och familjen syrsor. Inga underarter finns listade i Catalogue of Life.